# Federación Pilagá
La Federación Pilagá, oficialmente Federación de Comunidades del Pueblo Pilagá, es una organización indígena de Argentina, que reúne a las comunidades de la etnia pilagá. La Federación agrupa 22 comunidades, que totalizaban hacia 2011 unas 6000 personas, que habitan en el departamento Patiño de la provincia de Formosa, ubicada en la región central de la llanura Chaqueña, donde se encuentran las tierras ancestrales del pueblo pilagá. En 2011, la Federación Pilagá fue la primera organización indígena de Argentina en ser reconocida por el Registro Nacional de Organizaciones de Pueblos Indígenas (RENAPI).

## Historia
La Federación de Comunidades del Pueblo Pilagá fue fundada en 2001. Solicitó la personería jurídica es año pero la provincia de Formosa no se la concedió de hecho. En 2011 el Instituto Nacional de Asuntos Indígenas ordenó concederle la personería jurídica por Resolución  10/2011.
En 2005 la Federación inició juicio contra el Estado argentino por la Masacre de Rincón Bomba, sucedida en 1947. En 2019 y 2020, la justicia le concedió la razón a la Federación Pilagá, consideró que la masacre había sido ocultada por el Estado, que se trató de un acto de genocidio y ordenó reparar moral y económicamente al pueblo pilagá.